# 王良心
王良心（1542年—1579年），字性德，號存吾，浙江温州府永嘉縣人，竈籍，明朝政治人物。

## 生平
嘉靖四十三年（1564年）甲子科浙江鄉試第十七名舉人。隆慶五年（1571年）中式辛未科會試第二百三十八名，三甲第一百七十三名進士。刑部觀政，授廣東增城县知县，万历五年（1577年）擢授南京兵科给事中，七年卒。

## 家族
曾祖王鐔；祖父王岳；父王弼，母姜氏。慈侍下。兄王叔懋，鸿胪寺署丞；王叔果，按察司副使；王叔杲，知府；王德，户科给事中；王叔本，鸿胪寺主簿；王良驂；王良驥；王良駿。弟王良骢、良駰、良騢。